# Rexurdimento

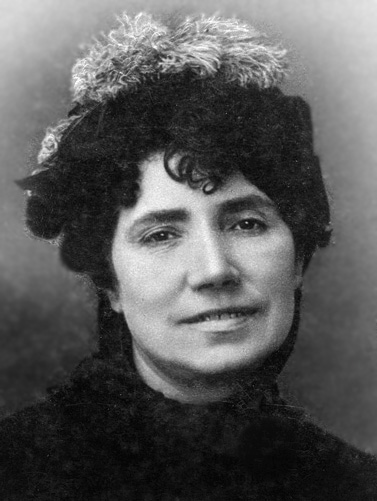
Na Rosalía de Castro inicia el Rexurdimento pròpiament dit

Rexurdimento (resorgiment en català) és el nom amb què es coneix el segle xix (o la seva segona meitat) a la història de Galícia i expressa una trajectòria de recuperació no només literària, sinó també cultural, política i històrica. La inaugura la publicació el 1863 de Cantares Gallegos, obra escrita íntegrament en gallec per na Rosalía de Castro (les obres anteriors són encabudes dins el nom genèric de Prerexurdimento). A na Rosalía cal afegir-li Eduardo Pondal, Valentín Lamas Carvajal i Manuel Curros Enríquez com els principals escriptors en gallec d'aquesta època.
A la primera meitat del segle xix Galícia fou l'escenari d'una sèrie d'esdeveniments que dibuixaren una nova situació politicocultural que preparà el camí per a l'anomenat Rexurdimento.
Qualcuns esdeveniments històrics contribuïren a despertar la consciència nacionalista de molts de gallecs (no anomenada així llavors). Una d'elles fou la invasió francesa, que propicià la circulació de textos d'agitació popular escrits en gallec. La consiència d'una Galícia diferenciada de la resta d'Espanya anà augmentant progressivament. Aquesta estima a la identitat es manifestà en publicacions a les quals els escriptors i polítics valoraven allò que veien com a propi en oposició a allò exterior, considerat una amenaça.
El 1856 tingué lloc el banquet de Conxo, en el que confraternitzaren estudiants i treballadors, i en el que el galleguisme prengué característiques revolucionàries. Es reivindicava el dret de Galícia a administrar els seus propis recursos, participant homes que tenien un gran protagonisme en el moviment regionalista gallec, com Aurelio Aguirre o el mateix Eduardo Pondal.
Amb la publicació el 1853 del primer llibre escrit en llengua gallega en el segle xix, A gaita galega, es feu una passa important en el camí de la normalització literària gallega. El seu autor fou Xoán Manuel Pintos, que amb Francisco Añón, Manuel Murguía i altres, pertany al grup anomenat "els Precursors", que anticipava el moviment que havia de rebre el nom de "Rexurdimento" a la cultura gallega.
Aquest Rexurdimento pròpiament dit només arribaria amb la publicació dels Cantares Galegos de Rosalía de Castro el 1863, l'obra que marcà la maduresa d'aquest "renaixement" de la cultura gallega. Altres escriptors destacats foren Curros Enríquez (Aires da miña terra, 1880) i Eduardo Pondal (Queixumes dos pinos, 1886), que proporcionaren al gallec la prenitut literària que havia perdut segles enrere.
La presència de la llengua gallega als diaris contribueix al prestigi de la llengua. El 1876 s'edita, promogut per Valentín Lamas Carvajal, O Tío Marcos da Portela, el considerat pioner dels diaris íntegrament en gallec. Aquest diari, de marcat caràcter anticaciquil, tingué un enorme èxit popular. Entre els anys 1886 i 1888 s'anà consolidant el periodisme a Galícia, amb l'aparició de noves iniciatives monolíngües: O Galiciano, a Pontevedra; A Monteira a Lugo; i As Burgas, a Ourense.

## Per a saber-ne més
- Descripció del Rexurdimento
- Del Prerexurdimento al Rexurdimento Arxivat 2008-05-11 a Wayback Machine.